# Jaroslav Burgr
Jaroslav Burgr, né le 7 mars 1906 à Velké Přítočno en Autriche-Hongrie (aujourd'hui en République tchèque) et mort le 15 septembre 1986 en Tchécoslovaquie, était un joueur de football tchécoslovaque.

## Biographie

### Club
Durant sa carrière de club, Jaroslav Burgr commence à jouer chez les jeunes du SK Kročehlavy entre 1920 et 1922, avant de jouer avec les seniors jusqu'en 1926. Il joue ensuite pendant 20 ans au Sparta Prague entre 1926 et 1946, avant de partir finir sa carrière au FK SIAD Most jusqu'en 1948.

### Équipe nationale
Il joue 55 matchs avec l'équipe de Tchécoslovaquie. Il est surtout connu pour avoir participé à la coupe du monde 1934 en Italie où son pays parvient jusqu'en finale contre les Italiens. Il joue également pendant la coupe du monde 1938 en France.